# Giovanny León
Giovanny de Jesús León Salazar (ur. 8 lutego 2000 w Guadalajarze) – meksykański piłkarz występujący na pozycji skrzydłowego, od 2024 roku zawodnik Jaguares.